# الحب الحلال (فلم)
فيلم الحب الحلال (بالإنجليزية: Love Halal)، الملقب أيضًا بـالحب الحلال (والجنس) (بالإنجليزية: Halal Love (and Sex))، هو فيلم عالمي من 2015، من تأليف وإخراج أسد فولادكار. تم عرض الفيلم لأول مرة في 13 ديسمبر 2015، في مهرجان دبي السينمائي الدولي، وكان عرضه الدولي الأول في مهرجان صاندانس السينمائي في عام 2016 في مسابقة السينما العالمية الدرامية.

## القصة
يروي الفيلم أربع قصص متشابكة ومأساوية وفي بعض الأحيان كوميدية. يحاول بعض المسلمين رجالاً ونساءً، إشباع رغباتهم وحب الحياة دون انتهاك قواعدهم الدينية. يتشاجر العروسان بتول ومختار باستمرار ويهددان بالطلاق من قبل المغيار مختار. استنزف الجيران عواتة محاولين العثور على زوجة ثانية من أجل تلبية المطالب المستمرة لزوجها سليم. تأتي بناتهم المبكرة مع نظريتهم الجامحة حول الطيور والنحل. في غضون ذلك، تأمل لبنى وهي مطلقة ومصممة أزياء ناشئة، فرصة ثانية مع حبها الأول، البقال أبو أحمد، من خلال سر فاضح يتعلق بالزواج.

## الممثلون

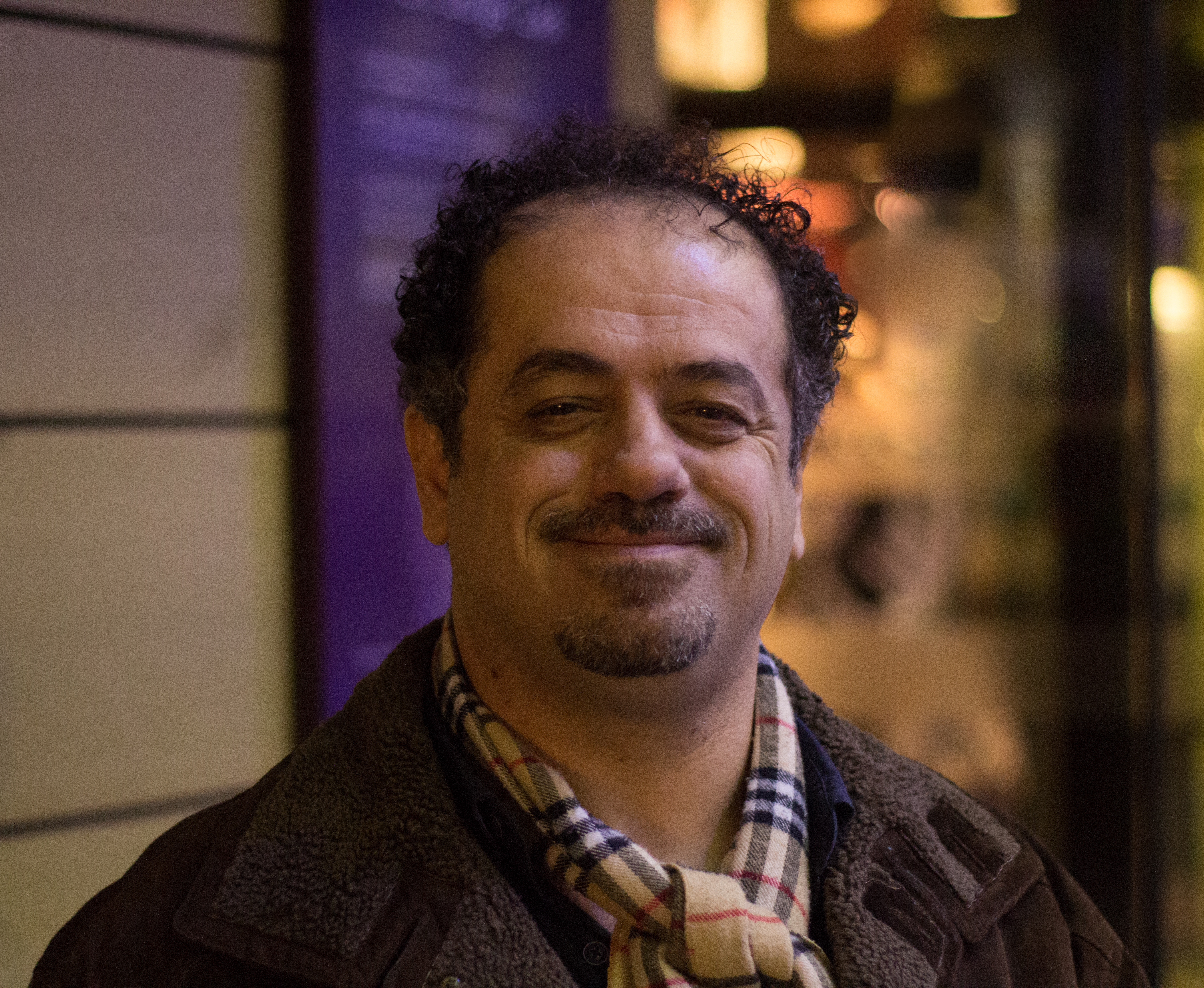
علي سموري في مهرجان روتردام السينمائي الدولي حيث كان يروّج ل"الحب الحلال"

- دارين حمزة بدور لبنى
- رودريغ سليمان بدور أبو أحمد
- زينب خضرة بدور بتول
- حسين مقدم بدور مختار
- ميرنا مكرزل بدور عواطف
- علي سموري بدور سالم